# White Nothe
White Nothe är en udde i Storbritannien.   Den ligger i kommunen Dorset och riksdelen England, i den södra delen av landet, 180 km sydväst om huvudstaden London.
Terrängen inåt land är platt. Havet är nära White Nothe åt sydväst.  Närmaste större samhälle är Weymouth, 10,0 km väster om White Nothe. 